# Incident de Jingkang
Guerres Song-Jin
L'incident de Jingkang (chinois simplifié : 靖康事变 ; chinois traditionnel : 靖康事變), l'Humiliation de Jingkang (chinois simplifié : 靖康之耻 ; chinois traditionnel : 靖康之恥), ou les Désordres de la période Jingkang (chinois simplifié : 靖康之乱 ; chinois traditionnel : 靖康之亂) a lieu en 1127 lorsque les soldats Jurchens de la dynastie Jin assiègent et saccagent Bianjing (Kaifeng), la capitale politique de la dynastie Song de Chine. Les forces Jin enlèvent l'Empereur Song Qinzong, son père l'Empereur retiré Song Huizong, ainsi que de nombreux membres de la cour impériale.
Cet incident met fin à la période connue sous le nom des Song du Nord, lorsque les Song contrôlaient la plupart de la Chine. Le reste de la famille impériale fuit et établit un nouveau gouvernement, désormais connu sous le nom de Song du Sud, à Lin'an, qui devient leur capitale. Cet incident est ainsi nommé car il s'agit de l'incident majeur du court règne de l'Empereur Song Qinzong, dont le nom de période est Jingkang (靖康).

## Contexte

### Alliance Jin-Song et chute de la dynastie Liao
En 1120, Jin et Song du Nord unissent leurs forces pour attaquer la dynastie Liao, un empire dirigé par des Khitans dans le nord de la Chine. Les deux pays s'accordent sur le fait qu'en cas de victoire les Jin récupèreront une grande partie des territoires septentrionaux des Liao et les Song une plus petite partie des territoires méridionaux des Liao, la région des Seize préfectures. L'armée Jin met rapidement à sac la capitale des Liao, Shangjing, et met fin à la dynastie Liao. Au sud, les armées Song ne parviennent pas à forcer les positions défensives des Liao et sont défaites par le reste des troupes Liao. Cet épisode montre la limitation de l'armée Song, tout autant que la corruption et la bureaucratie dans la cour impériale Song. Finalement, les Jin prennent le contrôle de tout le territoire Liao.
Après la chute des Liao, la cour des Song réclame les Seize préfectures qui lui ont été promises. Les Jin vendent le territoire contre 300 000 rouleaux de soie et 200 000 onces d'argent. Ce prix est considéré comme très généreux en comparaison du tribut payé par les Song à la dynastie Liao depuis la signature du traité de Shanyuan en 1005.

### Prélude à la guerre
Selon les Vingt-Quatre histoires (二十四史), en 1123, trois ans après la chute des Liao, un général Jin appelé Zhang Jue (張覺) déserte pour rejoindre la dynastie des Song du Nord, avec qui il partage son origine ethnique Han. Il est alors gouverneur des préfectures de Pinzhou contrôlées par les Jin, situées au nord des Seize préfectures et au-delà de la Grande Muraille. Ce territoire fusionne donc avec les territoires Song. La cour impériale apprécie dans un premier temps sa désertion et attribue à Zhang un titre honorifique et une terre. Dans le même temps, les Jin envoient une petite armée pour punir la désertion mais elle est battue par les troupes de Zhang.
Peu après, la cour des Song prend conscience que la désertion de Zhang ne peut qu'apporter plus d'actions hostiles dans le nord. Zhang Jue est exécuté au cours de l'hiver 1123. Malheureusement, ceci arrive trop tard. En 1125, l'Empereur Jin Taizong donne l'ordre d'attaquer tous les territoires Song.

## Premier siège de Kaifeng

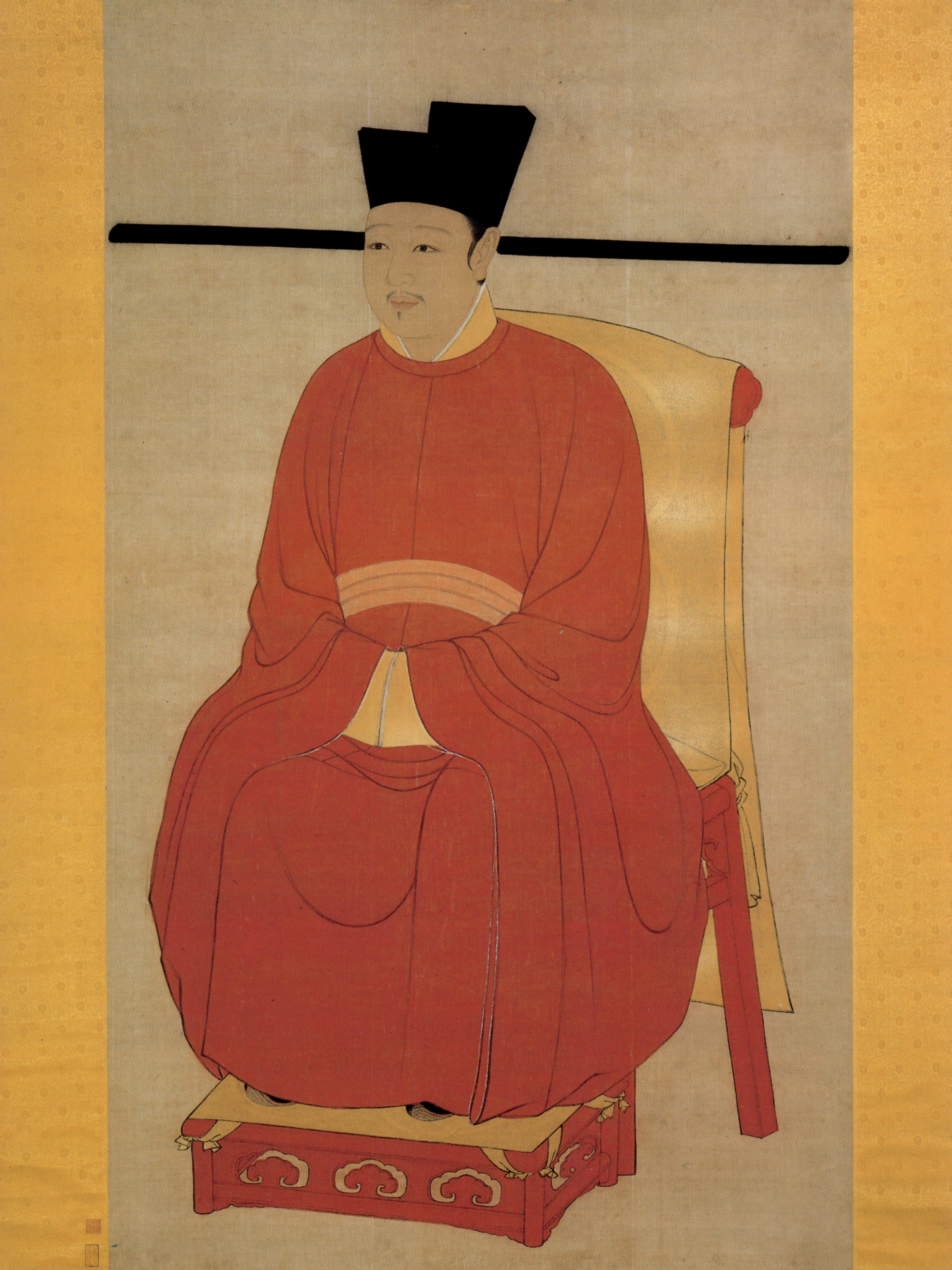
Portrait de l'Empereur Song Huizong

Les armées de Jin Taizong envahissent les territoires Song par l'ouest et le nord. Les forces septentrionales mènent une action rapide, saccagent Qinhuangdao en octobre 1125, puis Baoding, Dingzhou, Zhengding et Xingtai en janvier de l'année suivante. Commandées par Wanyan Wolibu, elles ne rencontrent que peu de résistance puisque les généraux Song se rendent par eux-mêmes, ainsi que les villes, dès que les armées Jin arrivent. Sur l'autre front, les forces occidentales, commandées par Wanyan Nianhan, arrivent près des villes de Datong et Taiyuan dès le début du conflit, mais ne progresseront pas beaucoup plus par la suite. En février 1126, les forces septentrionales traversent le fleuve Jaune et débutent le siège de Kaifeng, la capitale politique des Song. Avant que les envahisseurs n'encerclent la ville, l'empereur Song Huizong (徽宗) abdique en faveur de son fils de vingt-six ans, qui devient l'empereur Song Qinzong (钦宗), et fuit dans la campagne environnante avec son entourage. Les forces septentrionales Jin font face à des difficultés pour mener les combats de siège qui n'avantagent pas la cavalerie. Dans le même temps, les forces occidentales sont toujours dans la région de Datong et ne peuvent pas apporter de renforts. Afin de tenter d'abréger la bataille, le jeune empereur Song envoie son frère Zhao Gou, qui deviendra plus tard le premier empereur de la dynastie des Song du Sud, dans le camp adverse pour engager des pourparlers de paix. Jin Taizong ordonne de prendre Zhao Gou comme otage jusqu'à ce que la cour Song paie une rançon. Finalement, la cour Song paie la rançon et donne la ville de Taiyuan aux Jin comme « cadeau de bonne foi ». Zhao Gou est relâché rapidement et les forces septentrionales commencent à se retirer.

## Second siège de Kaifeng

### Prélude
La situation revient à la normale lorsque les envahisseurs se retirent. Des fêtes somptueuses sont organisées tous les jours dans le palais impérial. L'empereur qui a fui, Song Huizong revient de la campagne et rejoint les fêtes organisées par son fils. Les généraux Song suggèrent que plus de troupes devraient être placées en garnison le long des rives du fleuve Jaune. Qinzong rejette la proposition, affirmant que les Jin ne reviendront plus. Plusieurs généraux expérimentés qui ont défendu la ville lors du premier siège de Kaifeng sont envoyés loin de la capitale. De nombreux groupes armés sont dissous ou renvoyés dans leurs régions d'origine.
Trois mois après le premier siège de Kaifeng, les Jin envoient deux ambassadeurs aux Song. Ceux-ci sont des nobles de l'ancienne dynastie Liao. Qinzong juge mal la situation et croit qu'ils peuvent être utilisés pour se retourner contre les dirigeants Jin. L'Empereur envoie une lettre codée scellée par de la cire, les invitant à rejoindre les Song pour former une alliance contre les Jin. Les deux ambassadeurs transmettent immédiatement la lettre à Taizong. Furieux, l'Empereur Jin ordonne de monter une armée encore plus importante pour attaquer les Song. Cette seconde campagne met finalement fin à la dynastie des Song du Nord.
Alors que la plupart des troupes Jin rentrent juste de la première expédition, l'armée est rapidement mobilisée. Elle est divisée en deux groupes armés, la force septentrionale de Wolibu et la force occidentale de Nianhan, comme lors de la première expédition. En fait, les deux groupes prennent également les mêmes routes que la dernière fois.

### Déroulement de l'attaque
En septembre 1126, les deux groupes armés Jin entrent sur le territoire Song. Contrairement à la dernière fois, les forces occidentales parviennent à saccager Datong en seulement un mois. Les villes comme Luoyang et Zhengzhou se rendent par elles-mêmes, laissant le champ libre sur la route de la capitale. Les forces septentrionales mettent à sac Qinfeng, puyang et les autres villes satellites autour de la capitale en décembre. À la mi-décembre, les deux forces se rejoignent à Kaifeng et la ville est finalement assiégée.
Contrairement au premier siège, les défenses de Kaifeng possèdent des failles fatales lors du second siège :
1. À cause de l'inexpérience des généraux et des personnels, le processus complet de défense est désorganisé.
2. L'armée Jin est plus importante que la fois précédente. Taizong a envoyé 150 000 soldats, tirant de l'expérience du précédent siège, lorsque les forces occidentales n'ont pas pu passer Datong et marcher vers Kaifeng. Cette fois, Datong est mis à sac en un mois et l'ensemble des forces Jin occidentales se trouve sous les murs de la ville.
3. Malgré l'appel à l'aide lancé par Qinzong et les nombreuses réponses, la rapidité du déploiement des troupes de Jin rend impossible l'apport d'aide vers la ville. Les troupes Song de tout le pays, dont les troupes de Zhao Gou, se rendent à Kaifeng mais ne peuvent pas entrer dans la ville.
4. Qinzong fait confiance à un ministre qui affirme qu'il doit amener des « soldats divins » (神兵) du Ciel sur le champ de bataille. Cette stratégie s'avère être une perte de temps et de vies humaines importantes.

Le 19 janvier 1127, Kaifeng tombe. L'Empereur Qizong et son père Huizong sont capturés par l'armée Jin et la dynastie des Song du Nord prend fin.

### Enlèvement
Le 20 mars 1127, les troupes Jin rassemblent les deux empereurs capturés dans leur camp. Taizong ordonne de les rétrograder au rang de roturier et de les dépouiller de leurs atours de cérémonie. Les troupes Jin envahissent le palais impérial. Cela marque le début de semaines de pillages, viols, d'incendies volontaires et d'exécutions de prisonniers de guerre et de civils.
Selon les « récits de Jingkang » (靖康稗史箋證), les troupes Jin pillent totalement la librairie impériale et les décorations du palais impérial. Elles enlèvent également toutes les servantes et les musiciens impériaux. La famille royale est enlevée et ses résidences sont pillées. Toutes les femmes prisonnières sont contraintes, sous peine de mort, de servir les troupes Jin quel que soit le rang social qu'elles occupaient précédemment. Un général Jin veut la fille de Huizong pour son fils, contre les souhaits de l'empereur. Plus tard, dans un acte de vengeance, les concubines de l'empereur sont également données au fils du général par Taizong.
Taizong craint une contre-offensive du reste des troupes Song pour récupérer la capitale. Par conséquent, il installe à Kaifeng un gouvernement fantoche pour diriger les territoires au sud du fleuve Jaune (appelé Chu, 楚), et ordonne le rapatriement du butin et des prisonniers dans la capitale des Jin, Shangjing, près de l'actuelle ville de Harbin en Mandchourie. Les captifs marchent sur la capitale en transportant le butin. Plus de 14 000 personnes, dont toute la famille royale (à l'exception de Zhao Gou) prennent part à ce voyage sans retour. Leur entourage — pour la plupart des ministres et des généraux de la dynastie des Song du Nord — souffrent de maladie, déshydratation et fatigue. Une fois arrivé, chacun doit se soumettre à un rite Jurchen où chaque personne doit se déshabiller pour ne vêtir plus que des peaux de mouton. L'impératrice Zhu décide de se suicider pour ne pas participer à l'humiliation. Les hommes sont vendus en tant qu'esclaves en échange de chevaux selon un ratio de dix hommes pour un cheval. Les femmes sont vendues à des maisons closes ou lors de ventes aux enchères publiques. Tout le monde peut ainsi acheter une ancienne femme de sang royal pour moins de 10 onces d'or.

## Conséquences et estimations
- L'échelle de destruction et de dévastation est sans précédent. Des trésors, des collections d'art, des écrits de la librairie impériale et des vies humaines sont perdus dans une mesure jamais vue jusque-là en Chine. En raison des dommages importants économiques et militaires sur ces territoires, la dynastie des Song du Sud ne reconquerra jamais les terres perdues, malgré plusieurs tentatives[12],[13],[14]. Il faudra attendre plus de 200 ans, sous la dynastie Ming, pour retrouver tous les territoires perdus par la dynastie Song.

- Beaucoup de noms de familles, avec des consonances étrangères, qui existent en Chine aujourd'hui sont un héritage de cet incident, puisque les Chinois de l'ethnie Han ont été contraints d'adopter des noms Jin. En fait, plusieurs membres de la famille royale de la dynastie Qing portent le nom de famille Jue Luo (觉罗), et doivent être des descendants de Huizong et Qinzong[15].

- Cette invasion, combinée avec la future dynastie mongole, est supposée être la cause de la non-entrée de la Chine dans le capitalisme pour plusieurs siècles. Cette hypothèse est supportée par le fait que l'économie Song était avancée et présentait plusieurs aspects du capitalisme. de ce point de vue, l'incident de Jingkang a une signification historique dans le déclin de la Chine dans la période moderne[16].

- Les chercheurs en Chine qui ont publié leurs découvertes lors de la Conférence consultative politique du peuple chinois en 2001 montrent que cet incident a mené à la transformation des droits des femmes après la dynastie Song. Après que toute la famille royale soit vendue en esclavage ou prostituée, les dirigeants chinois après les Song ont attaché une importance particulière aux normes sexuelles, en particulier la chasteté de la femme et sa fidélité envers son mari. Les dirigeants chinois des dynasties suivantes instruisent que lorsqu'une femme est confrontée au choix de survie ou d'honneur de chasteté, la survie n'est pas une option[17].

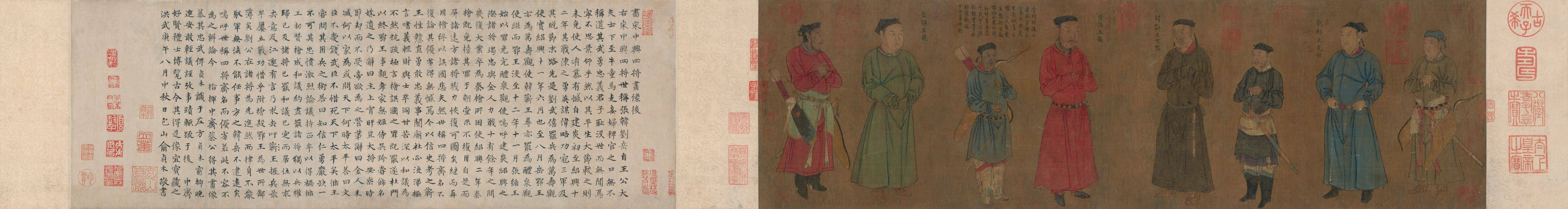
Les Quatre généraux de Zhongxing peints par Liu Songnian durant la dynastie des Song du Sud. Yue Fei est la seconde personne en partant de la gauche. Il est connu pour être le portrait le plus fidèle de Yue tous supports confondus.